# Cortes de la Frontera
Cortes de la Frontera é um município da Espanha na província de Málaga, comunidade autónoma da Andaluzia, de área 177 km² com população de 3738 habitantes (2004) e densidade populacional de 20,21 hab/km².

## Demografia
| Variação demográfica do município entre 1991 e 2004 | Variação demográfica do município entre 1991 e 2004 | Variação demográfica do município entre 1991 e 2004 | Variação demográfica do município entre 1991 e 2004 |
| --------------------------------------------------- | --------------------------------------------------- | --------------------------------------------------- | --------------------------------------------------- |
| 1991                                                | 1996                                                | 2001                                                | 2004                                                |
| 3747                                                | 3643                                                | 3557                                                | 3558                                                |